# حمدي عباس
حمدي عباس هو كاتب مصري.

## مؤلفات
| الاسم                                                                  | دار النشر                                | تاريخ النشر | عدد الصفحات | ردمك ISBN         | المصدر      |
| ---------------------------------------------------------------------- | ---------------------------------------- | ----------- | ----------- | ----------------- | ----------- |
| روائع الادب العالمى في كبسولة ج9                                       | مكتبة الدار العربية للكتابة              | 2009        | 192         | (ردمك 9772936232) | [ 1 ] [ 2 ] |
| روائع الادب العالمى في كبسولة ج8                                       | مكتبة الدار العربية للكتاب               | 2009        | 192         |                   | [ 1 ]       |
| لغز السيارة الخضراء (172)                                              | دار المعارف السلسلة: قصص بوليسية للأولاد |             | 164         | (ردمك 9770173630) | [ 3 ] [ 4 ] |
| ما قبل التاريخ البشري منذ البدء وحتى نهايات العصر الحجري القديم الأعلى | دار المعرفة الجامعية                     | 2020        | 165         | (ردمك 9770173630) | [ 5 ] [ 6 ] |
| وماذا بعد حرب أكتوبر؟                                                  | دار المعارف                              | 1974        | 218         |                   | [ 7 ]       |
| سلسلة الدنيا حكاية                                                     | مؤسسة حورس الدولية للنشر والتوزيع        |             |             |                   | [ 8 ]       |
| رجال..ومشاعل                                                           | الهيئة المصرية العامة للكتاب             | 1996        | 648         |                   | [ 9 ]       |
| التحول النيوليثي وتأثيراته في محيط البحر المتوسط                       | دار المعرفة الجامعية                     | 2010        |             |                   | [ 10 ]      |
| لغز السياره الخضراء : الفرقه رقم 14                                    | مكتبة الأسرة                             | 1993        |             |                   | [ 11 ]      |
| المدخل الي اركيولوجيا ما قبل التاريخ                                   | دار المعرفة الجامعية                     | 2017        |             |                   | [ 12 ]      |
| مقدمات في الإنسان الأول                                                | دار المعرفة الجامعية                     | 2017        |             |                   | [ 13 ]      |
| تحولات العصر الحجري الحديث وتأثيراتها في منطقة البحر المتوسط           | دار المعرفة الجامعية                     | 2017        |             |                   | [ 14 ]      |